# Salama Moussa
Salama Moussa ou Salama Musa (Zagazig, Egito, 1887 - 4 de agosto de 1958) foi um jornalista, escritor, defensor do secularismo, e pioneiro do socialismo árabe egípcio. Ele escreveu ou traduziu 45 livros, e seus escritos ainda influenciam o pensamento árabe, pois Moussa é frequentemente referido. Salama Moussa fez campanha contra a religião tradicional e pediu que a sociedade egípcia adotasse a cultura europeia.

## Primeiros anos
Salama Musa  nasceu de uma família copta na cidade de Zagazig, localizada no delta do Nilo, ele não tinha lembranças de seu pai devido a sua morte ocorrer quando ainda era uma criança. Seu pai deixou a família uma herança que lhes permitiu viver confortavelmente. Salama Musa recebeu sua educação primária em uma escola copta, e em 1903 ele se mudou para o Cairo para receber o ensino secundário. O Colégio Khedivial onde Moussa estudou era administrado pelos instrutores britânicos como um acampamento militar com punição severa por mau comportamento. No Cairo, durante o início do século XX havia um sentimento anti-britânico enraizado no movimento nacionalista. Musa foi exposto a escritores como Farah Antun, Jurji Zaydan, e Ahmad Lutfi Al-Sayyid que discutiam ideias radicais modernas, como o darwinismo social, direitos das mulheres, e nacionalismo. Crescendo dentro de uma minoria religiosa no Egito predominantemente muçulmano, ele foi atraído para essas ideias. Depois da escola secundária Musa se interessou em estudar literatura e ciência europeia, mas foi incapaz de receber uma educação pós-secundária no Egito, porque essa educação avançada era monopolizada por Al Azhar e Dar al-'ulum, que requeriam que os  estudantes necessariamente fossem muçulmanos.

## Europa
Em 1907, Musa viajou para a Europa para continuar a sua educação e foi exposto a um ambiente moderno, secularizado e impregnado com ideologias socialistas. Musa escolheu a França como seu destino, devido esta ser considerada o centro do mundo moderno. Em Montlhéry, uma pequena aldeia perto de Paris, se interessou em estudar o socialismo e evolução, bem como incansavelmente o francês e em poucos meses ele estava lendo os jornais diários. Os jornais beneficiaram Musa porque expuseram os argumentos modernos e ideias como a liberdade das mulheres, socialismo, e até mesmo sobre seu próprio Egito nativa. Lendo a imprensa diária também apresentou uma visão sobre a política e a evolução internacional. Egiptologia também foi uma grande descoberta para Musa durante a sua estada na França por ele ter sido questionado por estudantes franceses sobre pirâmides e outros monumentos sendo ele incapaz de responder.
Depois de demonstrar desconhecer a história do seu próprio país Musa estava determinado a aprender sobre a civilização egípcia e a estudou intensamente após o seu regresso ao Egito em 1908.
Em 1909, Musa mudou-se para Inglaterra para aperfeiçoar seu inglês. Na Inglaterra, o socialismo estava em ascensão, assim como as ideias do social darwinismo. Lá teve diversas interação com membros da Sociedade Fabiana e tornou-se um membro em julho de 1909. O fabianos, além de ser uma sociedade acadêmica proeminente lutavam pela justiça social, apoiando a criação  do salário mínimo,  a criação saúde pública e ensino gratuito para todos os cidadãos, assim como a normatização detalhada das condições de trabalho visando atenuar o abuso do emprego de mão-de-obra. O Fabianismo desejava se livrar das classes abastadas e dar poder aos camponeses, Musa abraçou as ideias e queria aplicá-las no Egito.
Em 1910, ele escreveu seu primeiro livro, "Muqaddimat al-superhomem", a sua realização dos grandes diferenças na vida europeia comparada com a das vidas dos egípcios e as injustiças sociais que estes enfrentam diariamente e em 1913 publicou seu livro ‘’ Tratado sobre o socialismo’’. Em 1914, Salama Musa voltou para o Egito e começou a sua primeira revista semanal, Al-Mustaqbal, com Farah Antun e Yaqub Sarruf com temas como evolução, a unidade nacional e o socialismo. O governo controlado pelos britânico respondeu a essas ideias radicais fechando a revista depois de apenas 16 edições. 
Os anos 1920 foram ativos para Musa assim como para o Egito, sendo considerado um período revolucionário na cultura e literatura. Musa criou um partido socialista, o qual foi rapidamente dissolvido devido a pressão e intimidação do governo.
Musa queria que o Egito mudasse para um pensamento europeizado e abandonasse as antigas tradições e costumes, sobre de papel das mulheres na vida egípcia e do secularismo e por isso foi criticado. Em 1936, proclamou que o socialismo iria varrer o Egito antes dele completar 100 anos. Ele passou um breve período como editor para o ministério dos assuntos sociais e, em 1942, foi preso sob a acusação de sabotagem, acusações forjadas por ele criticar a família governante.
Musa queria uma identidade separada da do mundo árabe, uma que fosse a identidade egípcia. Ele lutou para tentar que o dialeto egípcio fosse ensinado como língua oficial.

## Obras
- Divine Thoughts and Their Origin (1912)

- Treatise about Socialism (1913)

- The Most Well-known Love Affairs in History (1925, revised and renamed "Love in History" around 1949)

- Reading Matters on Elections (1926)

- Dreams of a Philosopher (1926)

- Freedom of Thought and Its Representatives (1927)

- Secrets of the Inner Life (1927, revised in 1948)

- History of Art and the Most Well-known Pieces of Work (1927)

- Today and Tomorrow (1928)

- Descent and Development of Mankind (1928, reeditado em 1953)

- Stories (1939)

- About Life and Culture (1930, revised and renamed in 1956: Culture and Life)

- Our Duties and the Tasks of Foreign Countries (1931)

- Gandhi and the Indian Revolution (1934)

- Renaissance in Europe (1935, en 1962 foi revisada e renomeada "What Is Renaissance")

- Egypt, a Place Where Civilization Began (1935, reeditado em 1948)

- The World in 30 Years (1936)

- Modern English Culture (1936, reeditado em 1956)

- Our Life as from 50 (1944, reeditado em 1956)

- Freedom of Thought in Egypt (1945, esta obra claramente mostra o quanto Salama Moussa foi influenciado pela cultura Europeia, em particular por Voltaire.)

- Eloquence and the Arabic Language (1945, reeditado em 1953 e postumamente em 1964)

- My and Your Intellect (1947, reeditado em 1953)

- The Years of Salama Moussa’s Apprenticeship (1947, postumamenteexpandida em 1958)

- The True Path of the Young People (1949)

- Psychological Attempts (1953, mudando o nome para  Attempts em 1963)

- These are My Mentors (1953, entre eles Goethe, postumamente expandida em 1965)

- The Book of Revolutions (1955)

- Psychological Studies (1956)

- The Woman Is not the Plaything of the Man (1956)